# Nakło (zniesiona osada)
Nakło – dawna osada w Polsce, w województwie śląskim, w powiecie częstochowskim, w gminie Lelów. Miejscowość zniesiona 1 stycznia 2017.